# Farmers Classic 2011
Il Farmers Classic 2011 (conosciuto anche come LA Tennis Open o  Pacific Southwest Championships) è stato un torneo di tennis giocato sul cemento. È stata l'85ª edizione dell'evento che quest'anno ha preso il nome di Farmers Classic che fa parte della categoria ATP World Tour 250 series nell'ambito dell'ATP World Tour 2011.
Si è giocato al Tennis Center di Los Angeles in California dal 25 al 31 luglio 2011. 
Il Farmers Classic 2011 è il 2° evento delle US Open Series 2011.

## Partecipanti

### Teste di serie
| Giocatore             | Nazionalità | Ranking* | Testa di serie |
| --------------------- | ----------- | -------- | -------------- |
| Mardy Fish            | Stati Uniti | 9        | 1              |
| Juan Martín del Potro | Argentina   | 19       | 2              |
| Marcos Baghdatis      | Cipro       | 26       | 3              |
| Thomaz Bellucci       | Brasile     | 33       | 4              |
| Xavier Malisse        | Belgio      | 40       | 5              |
| Dmitrij Tursunov      | Russia      | 48       | 6              |
| Grigor Dimitrov       | Bulgaria    | 59       | 7              |
| Igor' Kunicyn         | Russia      | 61       | 8              |

- Ranking al 18 luglio 2011.

### Altri partecipanti
Giocatori che hanno ricevuto una Wild card:
- Robby Ginepri
- Tommy Haas
- Steve Johnson

Giocatori con uno special exempt:
- Ryan Harrison

Giocatori passati dalle qualificazioni:

- Laurynas Grigelis
- Greg Jones
- Daniel Kosakowski
- Tim Smyczek

## Campioni

### Singolare
Ernests Gulbis ha sconfitto in finale  Mardy Fish per 5-7, 6-4, 6-4.
- È il secondo titolo in carriera per Gulbis.

### Doppio
Mark Knowles /  Xavier Malisse hanno sconfitto in finale  Somdev Devvarman /  Treat Conrad Huey per 7–6(3), 7–6(10).